# 方城温泉
方城温泉（ほうじょうおんせん）は、福岡県田川郡福智町にある温泉。

## 泉質
- ナトリウム-炭酸水素塩・塩化物泉

源泉の温度は38℃。1500mの地下から毎分400Lが湧出する。ナトリウム分を含む茶色がかった湯が特徴で、神経痛、慢性消化器病、疲労回復などに効能がある。

## 歴史
1997年（平成9年）2月に、方城町がボーリングを実施して源泉を開発した。
1999年（平成11年）5月、方城町弁城上の原で温泉の自動販売機「温泉スタンド」が営業を開始。9時から18時までの間、100円で100Lの温泉を提供した。
同年12月、町営の仮設施設として入浴施設が完成。男女それぞれの内湯は、仕切りで源泉風呂と41℃の加温風呂に分けられていた。2000年（平成12年）1月末までは暫定的に無料開放され、1日平均700人が町内外から訪れた。2月3日から大人200円、小中学生100円に有料化され、翌2001年には1日300～400人の利用があった。
仮設施設に代わる本格的施設として当初、お城風の同町役場(現・福智町方城支所)と同様の「お城温泉」が事業費約20億円で構想された。1999年9月の選挙を経て町長となった白石博文町長のもと見直され、検討委員会を設けて建設計画を策定。2003年（平成15年）7月から、仮設施設に隣接する町有地に温泉施設を建設し、2004年(平成16年)11月に「ふじ湯の里」として開業した。

## 温泉施設
方城温泉（ほうじょう温泉）を冠する入浴施設は「ほうじょう温泉 ふじ湯の里」のみである。

### ふじ湯の里

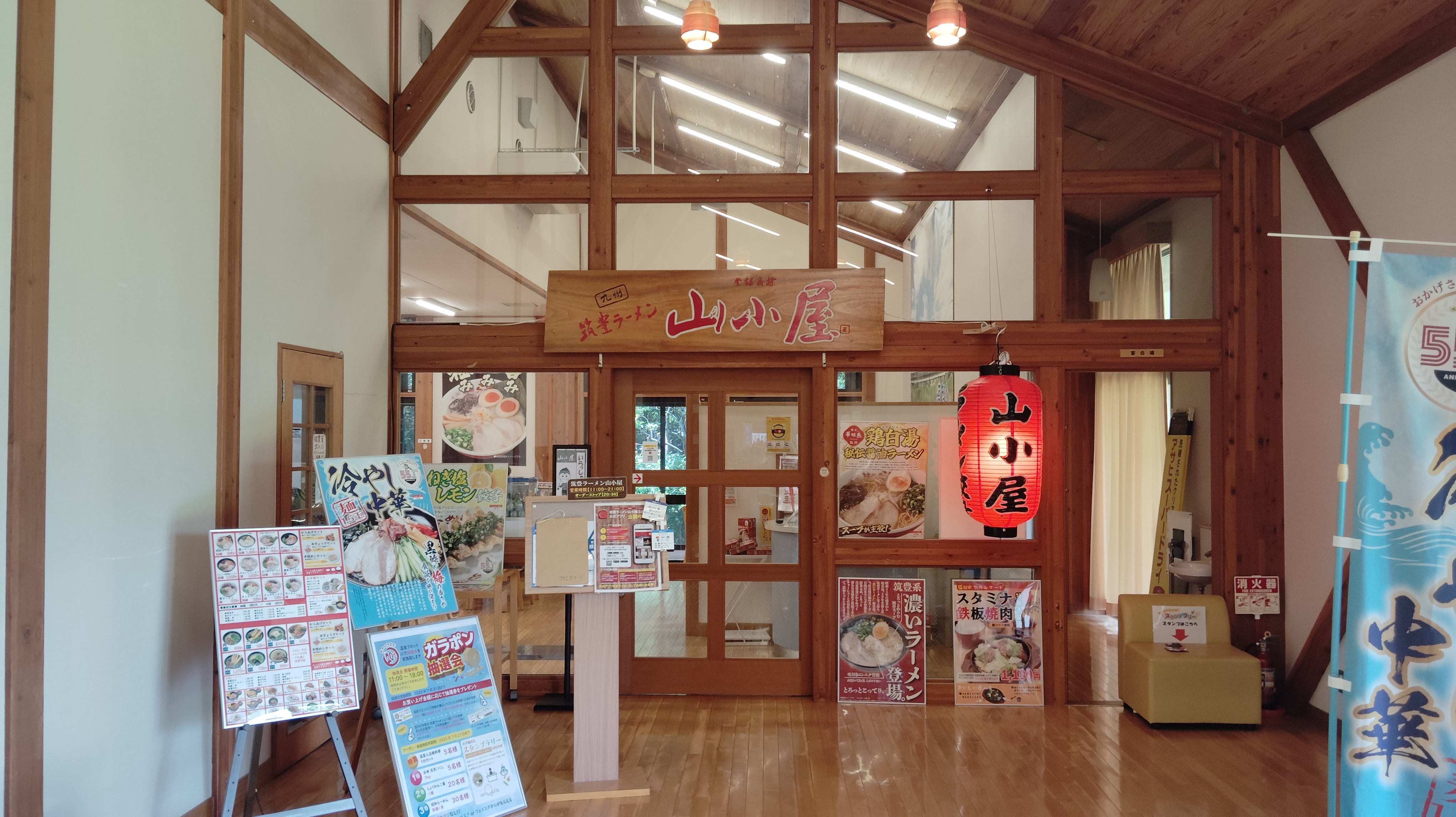
ふじ湯の里内部に営業する「筑豊ラーメン山小屋」の店舗

「ほうじょう温泉 ふじ湯の里」は2004年（平成16年）11月25日に開業。総工費は約16億4000万円で、年間20万人の利用者を見込んでいた。方城町(合併後は福智町)が100%出資する「方城振興開発」が指定管理者となっていた。2009年（平成21年）、方城振興開発は同じく福智町内で「日王の湯温泉」を運営する福智町健康交流体験協会と共同で平成筑豊鉄道金田駅のネーミングライツを取得。同年4月1日より副駅名が「ふじ湯の里・日王の湯温泉」となっている。
利用客数は開業当初の39万5000人（2005年）から21万人（2018年）に減少。さらに、含有成分の多い泉質の良さが却って設備の傷みを早め、修繕費用もかさんだ。2020年（令和2年）3月末、経営悪化により営業を休止した。町は公募型プロポーザル方式で指定管理者に「筑豊ラーメン山小屋」を展開するワイエスフードを選定。「ふじ湯の里」と隣接する特産館「ふくちの郷」を同社に無償譲渡し、同年6月10日に「ふじ湯の里」、翌11日に「ふくちの郷」の営業が再開された。「ふじ湯の里」内には国内108店目となる「山小屋」が開店した。